# 大莱龙铁路
大莱龙铁路位于山东省北部环渤海地区，西起位于潍坊市的益羊铁路大家洼车站，向东经潍坊滨海经济技术开发区、寿光、寒亭、昌邑、平度、莱州、招远、终到龙口，连接山东半岛羊角沟、潍坊、莱州、龙口四个港口，全长175公里，工程建设概算总投资11.42亿元。铁路西与德大铁路、黄大铁路在大家洼站接轨，东与龙烟铁路相连。
大莱龙铁路于1997年11月批复立项，2002年12月28日全线铺通，2005年6月建成试运营，是横贯山东省北部的铁路干线德龙烟铁路的重要组成部分，构成山东省北部沿海通道，并成为环渤海铁路网的南部干线。
铁路沿线设有大家洼站、潍坊港站、寒亭站、昌邑北站、海天站、平度北站、莱州南站、莱州北站、朱桥站、招远北站、龙口西站、龙口北站、龙口港站。

## 扩能改造
大莱龙铁路因建成时间长、建设标准低，列车运行速度仅为50～60公里/小时，与德大铁路、龙烟铁路技术标准不统一，制约了全线的运输能力。
2018年，中国铁路总公司和山东省政府联合批复大莱龙铁路项目可研报告，由山东高速轨道交通集团承建，全线实施电气化扩能改造。大莱龙铁路电气化扩能改造工程，线路全长176千米，总投资45.2亿元，设计时速120公里，西起潍坊滨海经济开发区大家洼站，东到烟台龙口港站，自西向东横跨潍坊市、青岛市、烟台市境内7个县市区。
2019年5月7日，寒亭站、昌邑北站、莱州北站等7个作业地点同时展开营业线及邻近营业线施工，大莱龙铁路扩能改造工程项目全面启动。项目将进行全线电气化、整治线路病害并升级线路等级、延长车站到发线有效长度、繁忙道口改为立交等工程，工期2年。
2022年6月28日，大莱龙铁路电气化扩能改造工程正式开通运营。大莱龙铁路线路等级由地方铁路一级升级为国家铁路一级，牵引列车由内燃机车升级为电力机车，年货物运输能力将由1900万吨提升至3000万吨，远景可达4000万吨。并与德大铁路、龙烟铁路、海青铁路贯通运营，年货运能力将由现有1900万吨提升至3000万吨。